# Lodovico Szathvary
Lodovico Szathvary (Padova, 29 agosto 1894 – Padova, 13 maggio 1969) è stato un dirigente sportivo italiano, presidente del Calcio Padova dal 1930 al 1931 e dal 1935 al 1936.

## Biografia
Dottore padovano di origine ungherese, guida la società biancoscudata in due occasioni. Dapprima nel 1930, nel primo difficile anno di Serie B, categoria che il Padova non conosce e che affronta con onore. Arriverà quarto a tre punti dalla zona promozione. Nel 1935, invece, ottiene la ratifica a presidente dell'Associazione Fascista Calcio Padova. Anche in questa annata, i biancoscudati sono reduci da una retrocessione, che li porta ad affrontare il campionato di Serie C.

## Fonti
- Biancoscudo, cent'anni di Calcio Padova, a cura di Massimo Candotti e Carlo Della Mea (contributi di Paolo Donà, Gabriele Fusar Poli, Andrea Pistore, Marco Lorenzi e Massimo Zilio), EditVallardi 2009.